# Palāsbāri
Palāsbāri är en ort i Indien.   Den ligger i distriktet Kāmrūp och delstaten Assam, i den östra delen av landet, 1 400 km öster om huvudstaden New Delhi. Palāsbāri ligger 52 meter över havet och antalet invånare är 4 713.
Terrängen runt Palāsbāri är platt. Runt Palāsbāri är det tätbefolkat, med 286 invånare per kvadratkilometer. Närmaste större samhälle är Hājo, 13,5 km norr om Palāsbāri. Trakten runt Palāsbāri består till största delen av jordbruksmark.